# QSFP

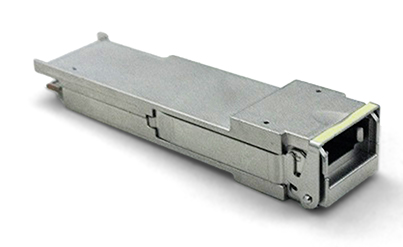
QSFP 40 Gb

QSFP (zkratka anglického Quad Small Form-factor Pluggable) je podrodina transceiverů z rodiny SFP standardizované organizací Storage Networking Industry Association (dříve Small Form Factor Committee). Slouží k budování počítačových sítí postavených především na optických vláknech a umožňuje připojování za provozu. Existuje několik variant, jsou podporována vícevidová i jednovidová optická vlákna:
4 x 1 Gbit/s QSFP
4 x 10 Gbit/s QSFP+
4 x 14 Gbit/s QSFP+ (QSFP14)
4 x 28 Gbit/s QSFP+ (QSFP28)